# Шолтысик, Зигфрид
Зигфрид Людвик Шолтысик (пол. Zygfryd Ludwik Szołtysik, 24 октября 1942, Трокенберг, Верхняя Силезия) — польский футболист, игравший на позиции полузащитника. Выступал, в частности, за клубы «Гурник» (Забже) и «Валансьен», а также национальную сборную Польши. Заслуженный мастер спорта Польши.

## Клубная карьера
Воспитанник школы нижнелигового футбольного клуба «Зрыв» (Хожув). В команде провёл пять сезонов до 1961 года.
Своей игрой за эту команду привлёк внимание представителей тренерского штаба клуба «Гурник» (Забже), к составу которого присоединился в 1962 году. Сыграл за команду из города Забже следующие двенадцать сезонов своей игровой карьеры. Большинство времени, проведённого в составе «Гурника», был основным игроком команды, является одним из лучших бомбардиров клуба за всю его историю (124 голов за клуб, из них 91 в высшем дивизионе польского футбола). За время выступлений в команде стал семикратным чемпионом Польши по футболу (из них пять раз, подряд — с 1963 по 1967 год), шестикратным обладателем Кубка Польши по футболу (из них пять раз подряд — с 1968 по 1972 год), вместе с командой дошёл до финала Кубка обладателей кубков УЕФА 1969/70.
В течение 1974—1975 годов защищал цвета команды клуба «Валансьен».
В 1975 году вернулся в клуб «Гурник» (Забже). На этот раз провёл в составе его команды три сезона. Вернувшись в состав «Гурника» также продолжал выходить на поле в основном составе команды.
В 1978 году выступал за нижнелиговый канадский клуб «Фолконз» (Торонто).
Продолжил профессиональную игровую карьеру в клубе «Конкордия» (Кнуров), за команду которого выступал на протяжении 1979—1983 годов.
После окончания выступлений на родине уехал в Германию, где выступал за нижнелиговые клубы «Айнтрахт» (Гамм) и СФА «Бокум-Хефель». Закончил карьеру игрока в 1990 году.

## Выступления за сборную
В 1963 году дебютировал в официальных матчах в составе национальной сборной Польши. В течение карьеры в национальной команде, которая длилась 10 лет, провёл в форме главной команды страны 46 матчей и забил 10 голов.
В составе сборной был участником Олимпиады в Мюнхене в 1972 году, где вместе со сборной стал олимпийским чемпионом.

## Достижения
«Гурник» (Забже)
- Чемпион Польши (7): 1962/63, 1963/64, 1964/65, 1965/66, 1966/67, 1970/71, 1971/72
- Обладатель Кубка Польши (6): 1965, 1968, 1969, 1970, 1971, 1972

Польша
- Олимпийский чемпион: 1972